# Mary Poppins e i vicini di casa
Mary Poppins e i vicini di casa (titolo nell'edizione originale in lingua inglese: Mary Poppins and the House Next Door) è l'ottavo e ultimo romanzo della saga di Mary Poppins, firmata dalla scrittrice britannica Pamela Lyndon Travers.

## Trama
I residenti di Cherry Tree Lane sono angosciati nell'apprendere che il loro amato numero 18, una casa vuota per la quale ogni vicino ha creato un inquilino immaginario, desiderato, sta per essere occupato dalla tata d'infanzia di Mr. Banks, la signorina Andrew, altrimenti nota come "il Santo Terrore". Il suo temuto arrivo porta anche una piacevole sorpresa, perché Luti, un ragazzo dei Mari del Sud, l'ha accompagnata sia come servo che come studente. 
Deliziati dalla prospettiva di un nuovo amico, Jane e Michael sono frustrati dalle restrizioni che l'ipocondriaca Miss Andrew ha posto su Luti, che diventa sempre più nostalgico per la sua famiglia e per i suoi dintorni tropicali. Quando la chiamata nel suo cuore per tornare a casa diventa più di quanto possa sopportare, è Mary Poppins che rende possibile il viaggio attraverso una visita all'Uomo nella Luna.

## Edizioni
- Mary Poppins in Cherry Tree Lane e Mary Poppins e i vicini di casa, editi insieme nel 2002.